# Toray Industries
Toray Industries (東レ株式会社, Tōre Kabushiki-gaisha) (TSE : 3402) est une entreprise chimique japonaise qui fait partie de l'indice TOPIX 100. Elle fabrique notamment de la fibre de carbone dont elle est l'une des plus grandes productrices.

## Histoire
En septembre 2013, Toray Industries a racheté Zoltek, un fabricant américain de fibres de carbone, pour 584 millions de dollars.
En mars 2018, Toray Industries annonce l'acquisition de TenCate pour 930 millions d'euros.
En janvier 2020, Toray Industries a racheté Alva, un de ses clients pour les tissus d'airbag.